# Jean Rédélé
Jean Émile Andrée Rédélé (Dieppe, 17 de mayo de 1922-París, 10 de agosto de 2007), más conocido como Jean Rédélé, fue un piloto de rally y diseñador francés, pionero de la automoción y fundador de la marca Alpine.

## Biografía
Rédélé se diplomó en la HEC, fue uno de los concesionarios más jovenes de Renault en Francia, con un concesionario instalado en Dieppe. Rédélé comenzó en 1950 corriendo rallies en la Dieppe-Rouen con un 4 CV, porque consideraba que el pequeño coche francés tenía un gran potencial para los rallies. Esta primera carrera fue su primera victoria, y decidió continuar. Después de fallar en el Rally de Montecarlo, Rédelé comenzó a correr en carreras de los Alpes franceses, donde consiguió grandes victorias. Por eso sus coches llevaban la marca Alpine, como recuerdo de su primera victoria en la Copa de los Alpes de 1954.
El primer coche de Jean Rédélé fue un autocar 4CV, en 1952. Posteriormente, el segundo 4CV especial, «El Marqués», se presentó en el Salón del Automóvil de Nueva York en 1954.
En 1955, fundó la marca Alpine. El primer modelo fue el A106. El 106 hace referencia a la potencia del 4CV de la serie 1060. En 1971, Alpine ganó su primer título europeo de rallies. En 1973, Alpine se convirtió en el primer campeón mundial de rallies con 155 puntos, seguido de Fiat (89) y Ford (76).